# Adalbertínum

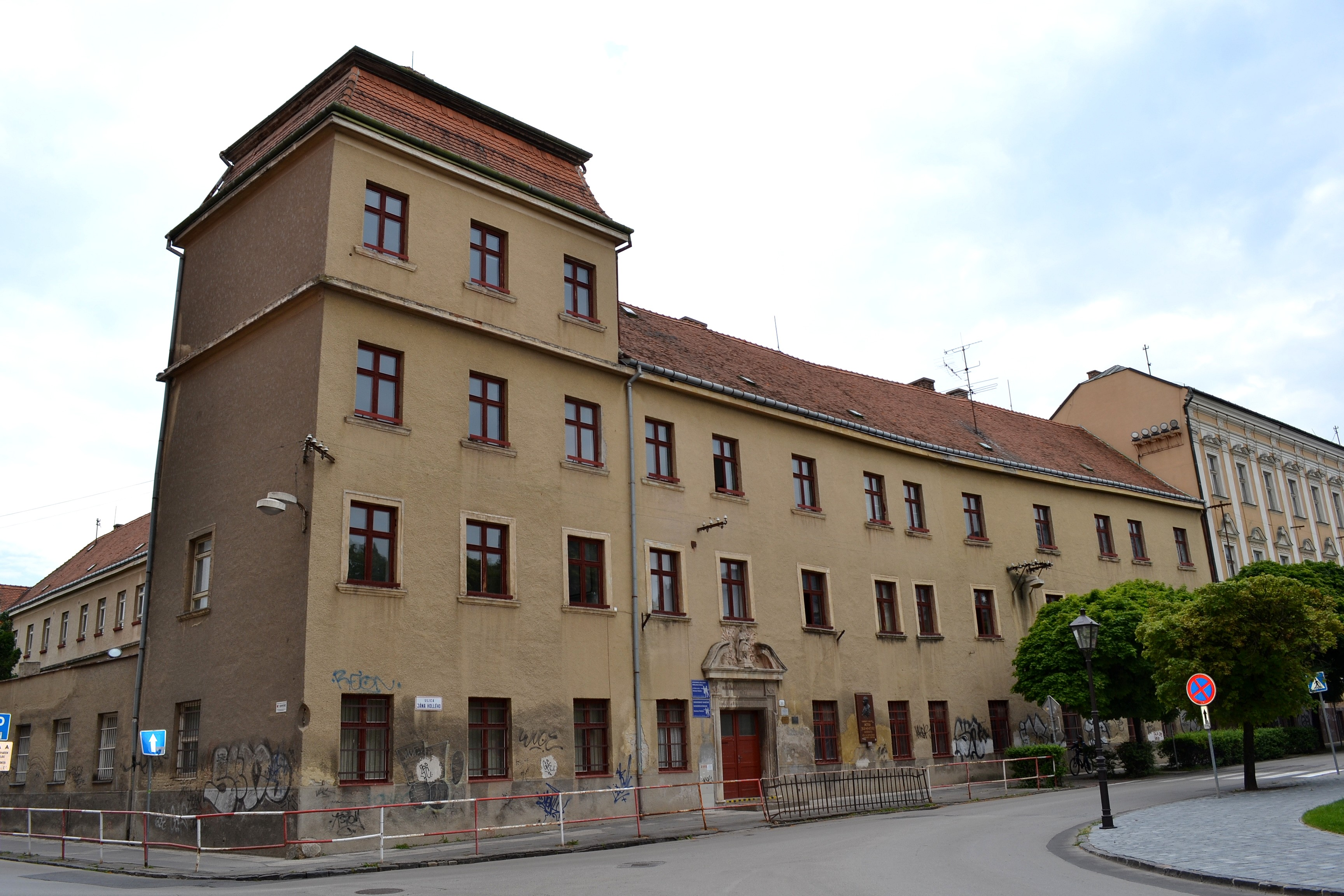
Adalbertínum (2014 r.)

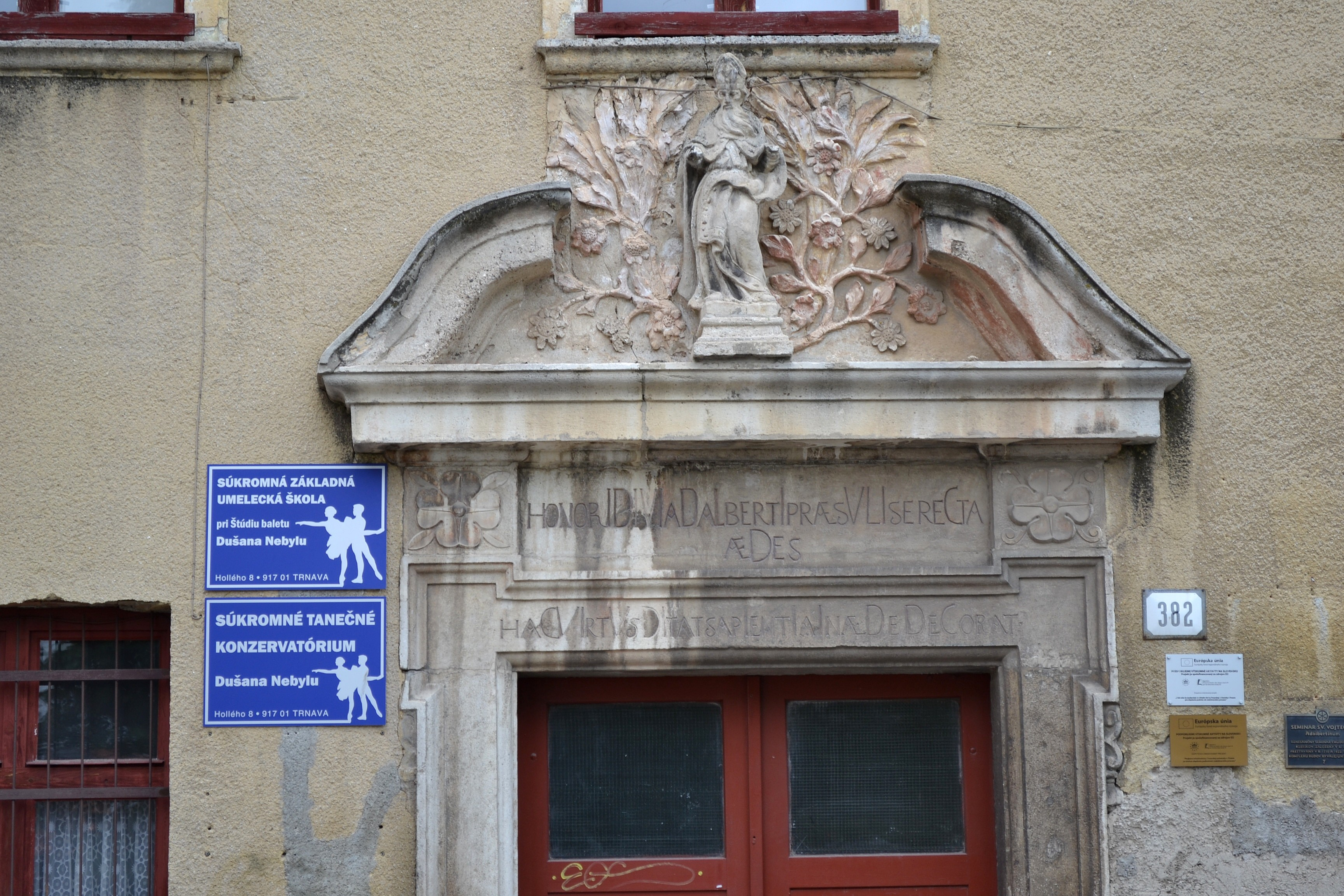
Portal wejściowy z figurą św. Wojciecha i chronostychem

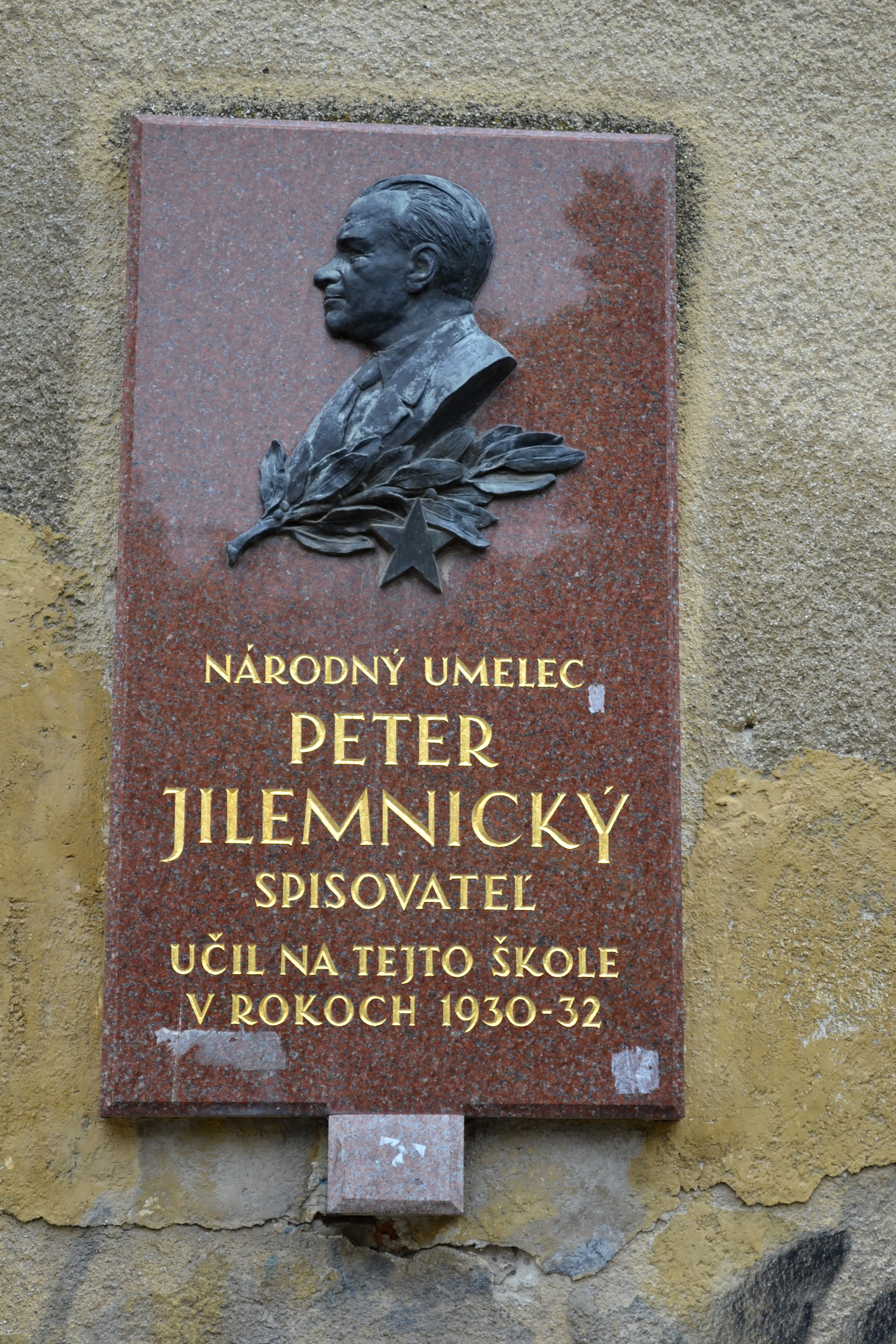
Tablica pamiątkowa poświęcona P. Jilemnickemu

Adalbertínum (też: Seminarium św. Wojciecha, słow. Seminár sv. Vojtecha) – zabytkowy budynek przy ulicy Jána Hollého 8 w Trnawie na Słowacji, najstarszy z obiektów tworzących dziś stary kompleks uniwersytecki w tym mieście.
Ufundował go w 1619 r. ówczesny biskup i późniejszy (1635) założyciel tarnawskiego uniwersytetu, Péter Pázmány, jako konwikt dla ubogich studentów miejscowego gimnazjum jezuickiego. Obiekt oddano do użytku w roku 1623, a w połowie tego wieku dobudowano do niego budynek z przeznaczeniem na węgierskie seminarium duchowne (dzisiejsze Rubrorum). W 1710 roku obiekt został rozbudowany, a na początku XX w. dodano w nim trzecią kondygnację. Obok miejskiej szkoły mieściła się w nim pierwsza biblioteka miejska oraz zbiór historycznych artefaktów, stanowiących zaczątek miejskiego muzeum. Na skutek kolejnych przebudów budynek utracił większość historycznych detali, zachował się jedynie wczesnobarokowy portal z 1710 r. z rzeźbą przedstawiającą św. Wojciecha i chronostychem.
Obecnie w budynku mieszczą się różne placówki edukacyjne.
Na ścianie frontowej budynku znajduje się tablica pamiątkowa, poświęcona P. Jilemnickemu, który w latach 1930–1932 uczył w funkcjonującej tu wówczas szkole.